# Distillerie Damoiseau
Pour les articles homonymes, voir Damoiseau (homonymie).
La Distillerie Damoiseau est implantée sur l'ancienne habitation Bellevue, dans la commune du Moule en Guadeloupe (Antilles françaises). Elle produit le rhum agricole Damoiseau.

## Histoire
Le domaine agricole et l'installation industrielle correspondante de Bellevue, situés dans la commune du Moule en Grande-Terre, ont été fondés à la fin du XIXe siècle par un certain Rimbaud, originaire de la Martinique. M. Damoiseau père, issu d'une ancienne famille de békés originaire du Sud-Ouest, les acquiert en avril 1942 et fonde la distillerie homonyme.
Au cours de son histoire, la société Damoiseau Frères a été amenée, outre l'exploitation cannière, la première transformation de la canne à sucre et la production de distillats agricoles, à se livrer à des activités aussi différentes que la culture de bananes, la fabrication de bonbons ou de confitures… mais son activité principale a toujours été la culture de la canne à sucre et sa première transformation par broyage en vue de la production de distillats agricoles.
Le domaine, toujours resté dans le giron familial, distille depuis 1942 le rhum blanc agricole Damoiseau à 40°, 50° ou 55° ainsi que du rhum vieux. Il est aujourd'hui dirigé par Hervé Damoiseau (petit-fils).
Depuis la fondation, les principaux événements liés à la distillerie sont :
- 1942 : fondation de la maison Damoiseau sur le domaine de Bellevue dans la ville de Moule ;
- 1996 : Hervé Damoiseau devient PDG des rhums Damoiseau ;
- 2005 : Rhum Damoiseau s'associe au rhum martiniquais Clément du Groupe Bernard Hayot (GBH) pour créer Spiridom, structure commune de commercialisation de leurs produits en métropole ;
- 2011 : Hervé Damoiseau est désigné à la présidence du CIRTDOM, Centre interprofessionnel des rhums des départements d'Outre-Mer[2] ;
- 2012 : Rhum Damoiseau fête ses 70 ans ;
- médailles d'or en 2013-2014-2015-2016 et 2018 pour son rhum blanc 50° au Concours général agricole de Paris ainsi que de nombreuses médailles en rhum vieux.

## Aujourd'hui, la dernière distillerie de Grande-terre (Guadeloupe)
Le domaine de Bellevue, sur lequel est située la distillerie Damoiseau comprend plusieurs parties :
- la distillerie (datant de la fin du XIXe siècle) ;
- les chais de vieillissement du rhum vieux ;
- la mise en bouteille ;
- le moulin à vent ;
- la Cabane à Rhum (boutique de souvenirs & dégustation de rhum, etc.) ;
- l'habitation familiale.

La distillerie Damoiseau est la dernière de Grande-Terre. Son slogan « Grande Terre Grand Rhum » revendique cette particularité.
Rhum Damoiseau est leader du marché avec plus de 50 % des parts du marché guadeloupéen, présent en France métropolitaine et dans plus de 40 pays. Son chiffre d'affaires est de 9 millions d'euros.

## Anecdote
L'historiette populaire affirme que les Guadeloupéens n’arrêteront de boire du rhum que lorsque l'un des deux porteurs figurant sur l’étiquette de la bouteille aura posé le pied à terre.

## Galerie

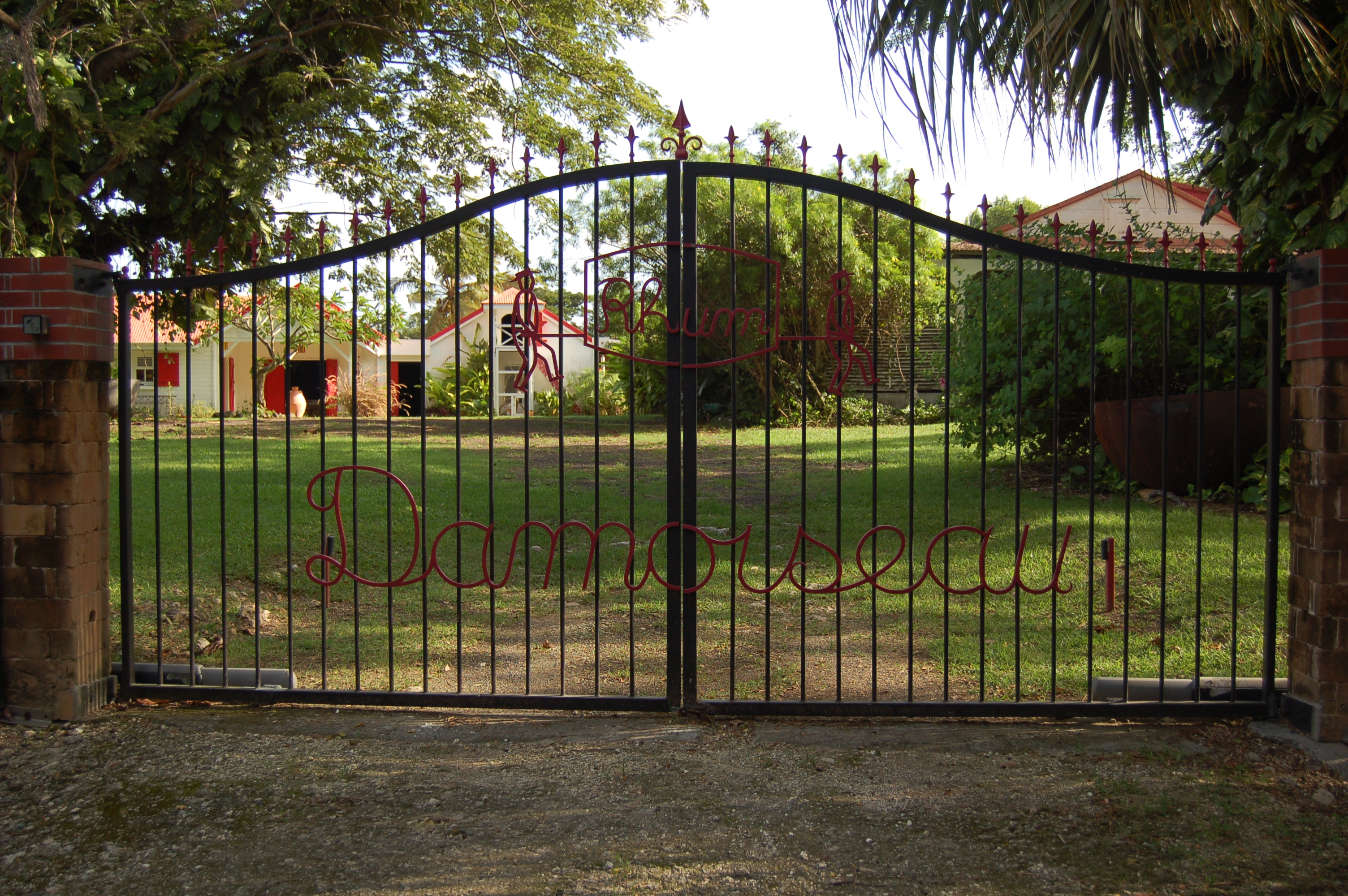
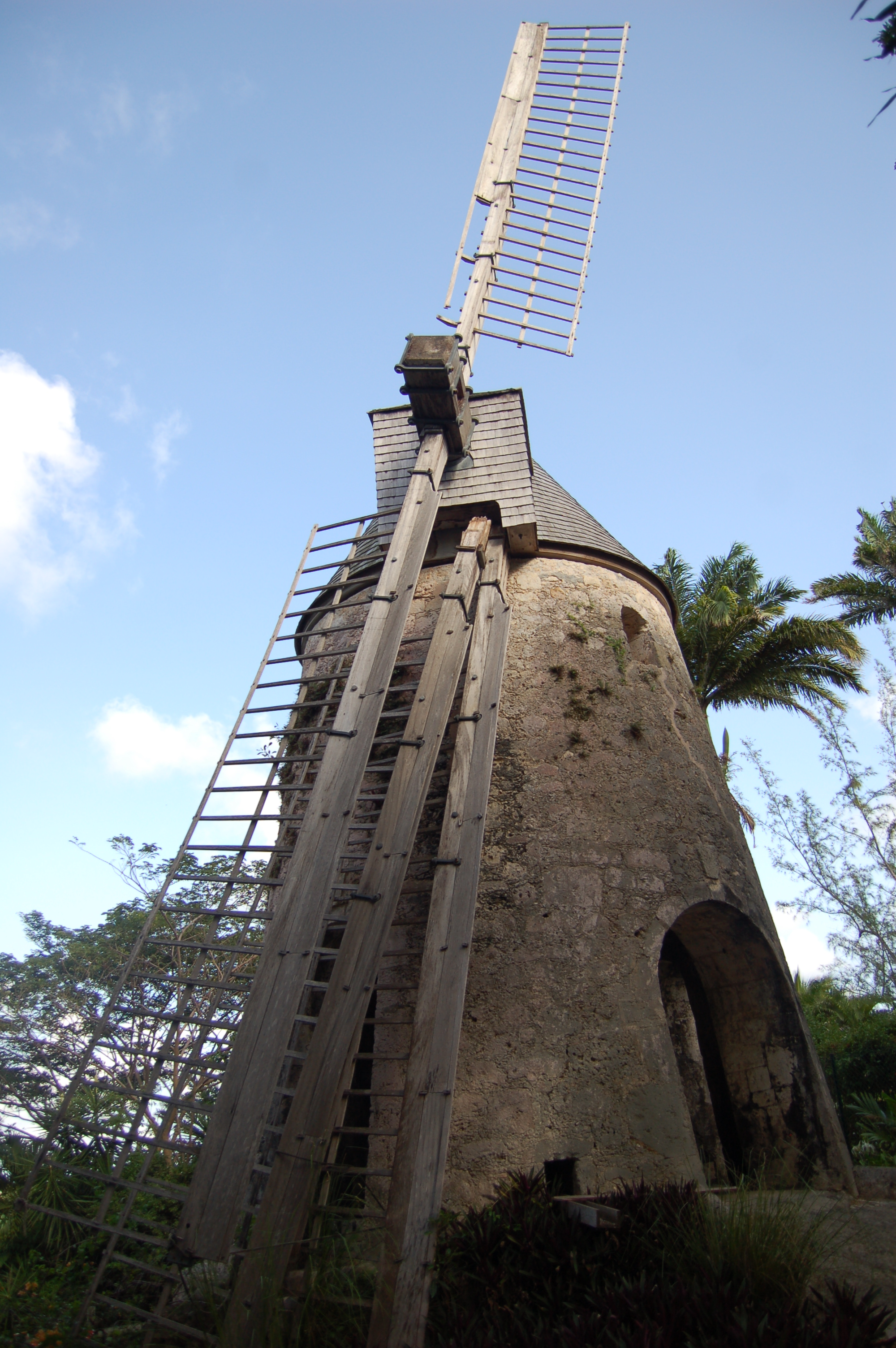
Le moulin à vent de l'ancienne habitation sucrière.
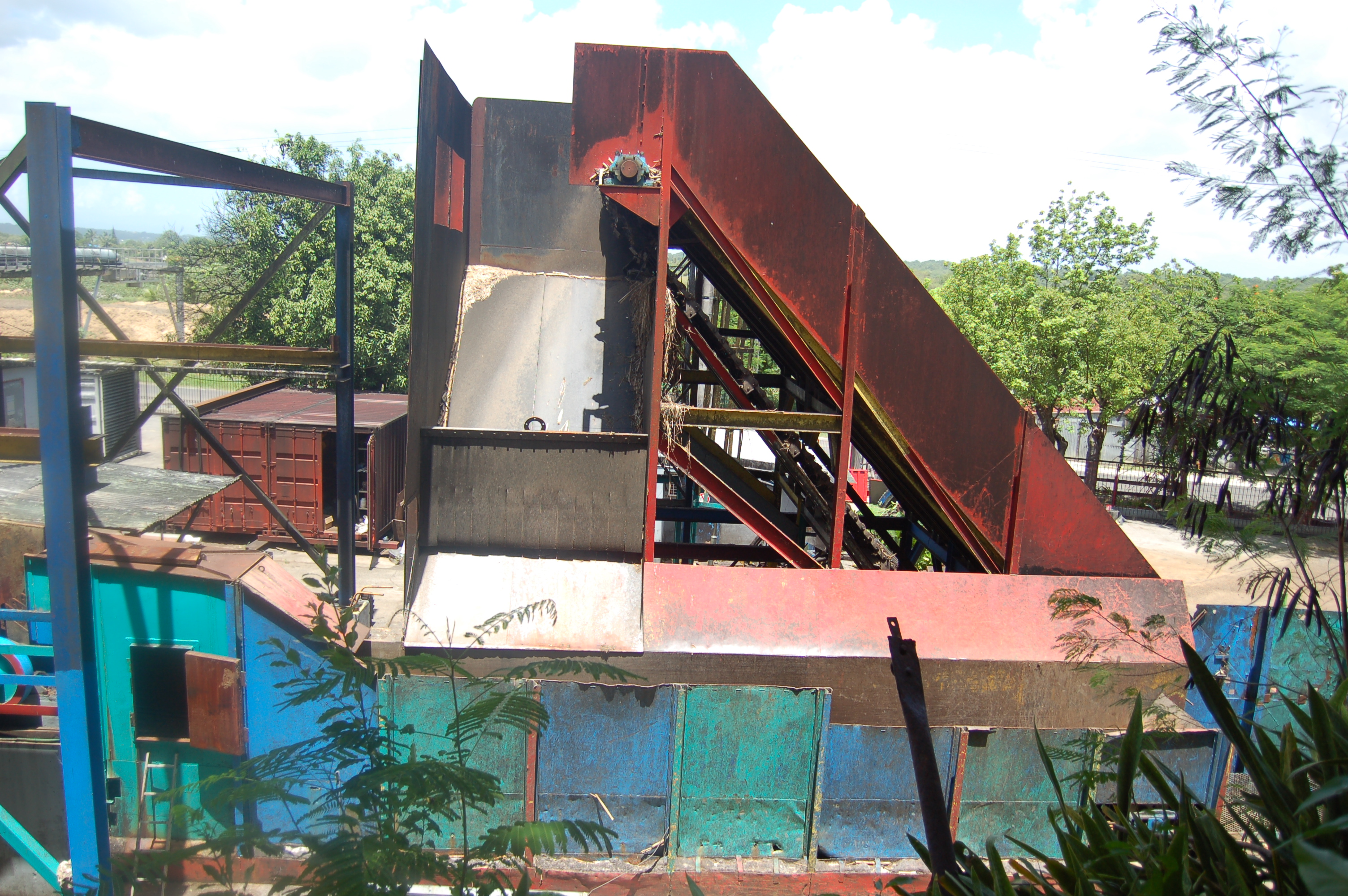
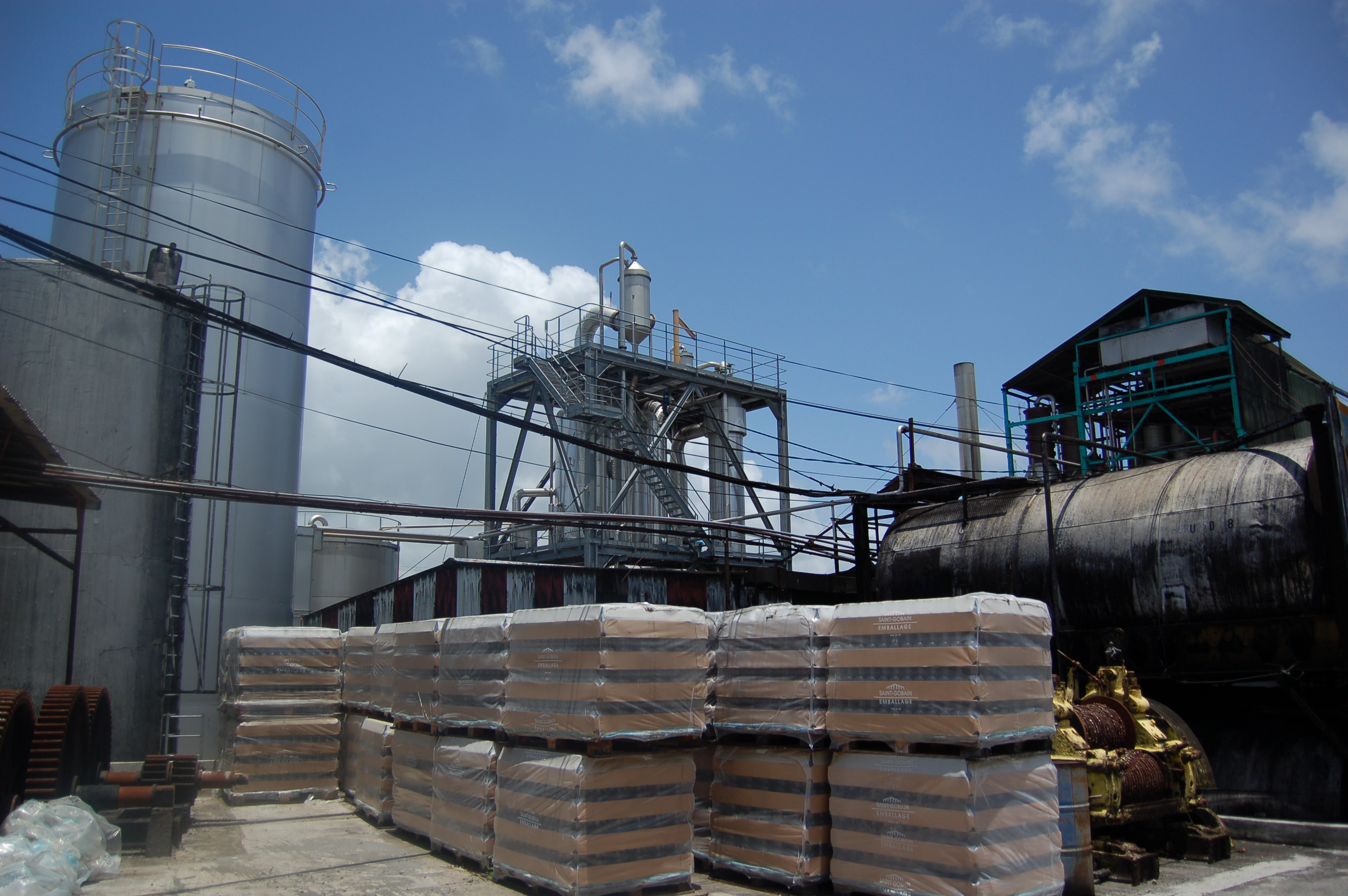